# Rimantadina
A rimantadina é um fármaco antiviral de administração oral usado no tratamento de infeções de gripe pelo influenzavirus A. O seu uso foi aprovado em 1994. No entanto, durante o exame de amostras com as estirpes H3N2 e da pandemia de gripe A de 2009 observou-se resistência ao fármaco em 100% dessas amostras, pelo que o seu uso para o tratamento de gripe já não é recomendado.